# Sentimental Sam
Sentimental Sam è un cortometraggio muto del 1910 prodotto dalla Lubin. Il nome del regista non viene riportato nei credit del film.

## Trama
Sam capita in una casa che ha progettato di derubare. Ma dentro vi trova una graziosa signora, sposa novella, che si sta preparando a suicidarsi dopo la prima lite coniugale. Sam, il sentimentale, le trova il maritino, anche lui sull'orlo del suicidio. Riunisce la giovane coppia che cede all'amore e comincia a scambiarsi dolci effusioni. I due giovani sono così occupati nella riconciliazione che non si accorgono che Sam sta svuotando la loro casa.

## Produzione
Il film fu prodotto dalla Lubin Manufacturing Company.

## Distribuzione
Distribuito dalla Lubin Manufacturing Company, il film - un cortometraggio di 91,4 metri - venne distribuito nelle sale statunitensi il 3 febbraio 1910. Nelle proiezioni, veniva programmato con il sistema dello split reel, accorpato in un'unica bobina con un altro cortometraggio prodotto dalla Lubin, It Might Have Been.